# 约瑟夫·邦克
约瑟夫·邦克（羅馬尼亞語：Iosif Banc；1921年3月3日—2007年1月26日），匈牙利族人，罗马尼亚共产党中央政治执行委员会委员、中央书记处书记。

## 生平
1921年,出生于罗马尼亚王国特兰西瓦尼亚地区穆列什州阿卢尼什乡。
1936年，在穆列什的林场当伐木工人。
1942年，在驻布拉索夫的第4防空炮兵团服兵役。
1945年，在农场工作。
1947年，加入罗马尼亚共产党。
1948年，历任罗马尼亚工人党德达区委第一书记、穆列什县党委指导员、组织部长、副书记。
1950年，任罗马尼亚工人党中央委员会讲师。
1953年，任罗马尼亚工人党奥拉迪亚州委员会第一书记。
1955年，为罗马尼亚工人党中央委员会候补委员。
1958年，在莫斯科苏共中央高级党校深造。
1960年，为罗马尼亚工人党中央委员会委员。
1961年，任穆列什州党委第一书记。
1965年，为罗共中央委员、中央政治执行委员会候补委员。
1965年，任罗马尼亚社会主义共和国部长会议副主席，分管外贸和农业。
1971年，兼任农业、食品工业、林业和水利建设部部长。
1972年，任罗马尼亚共产党中央委员会书记处书记。
1973年，任罗马尼亚共产党穆列什县委员会第一书记兼穆列什县人民委员会执行委员会主席。
1975年，再任罗马尼亚共产党中央书记处书记、中央经济和社会活动工人监督委员会主席。
1977年，为全国劳动人民委员会副主席。
1979年，为罗共中央政治执行委员会委员、中央常设局委员、中央书记处书记。
1987年，被解除罗共中央书记和中央政治执委的职务，保留中央委员。
1989年，被解除中央委员。
2007年，逝世。